# Limnocythere porphyretica
Limnocythere porphyretica é uma espécie de crustáceo da família Limnocytheridae.
É endémica da Austrália.